# Pawice (Legnica)
Pawice, znajdują się pod Lasem Pawickim, położone na północy Legnicy.
Dojazd Komunikacją miejską umożliwiają linie: 2 oraz 1, 11. 
Przepływa tędy rzeka Kaczawa, na której znajduje się most.
W pobliżu lokalizuje się Elektrociepłownia Legnica oraz Zakłady Prefabrykacji.
Znajduje się tu Nadleśnictwo Legnica oraz jezioro.